# Råraka

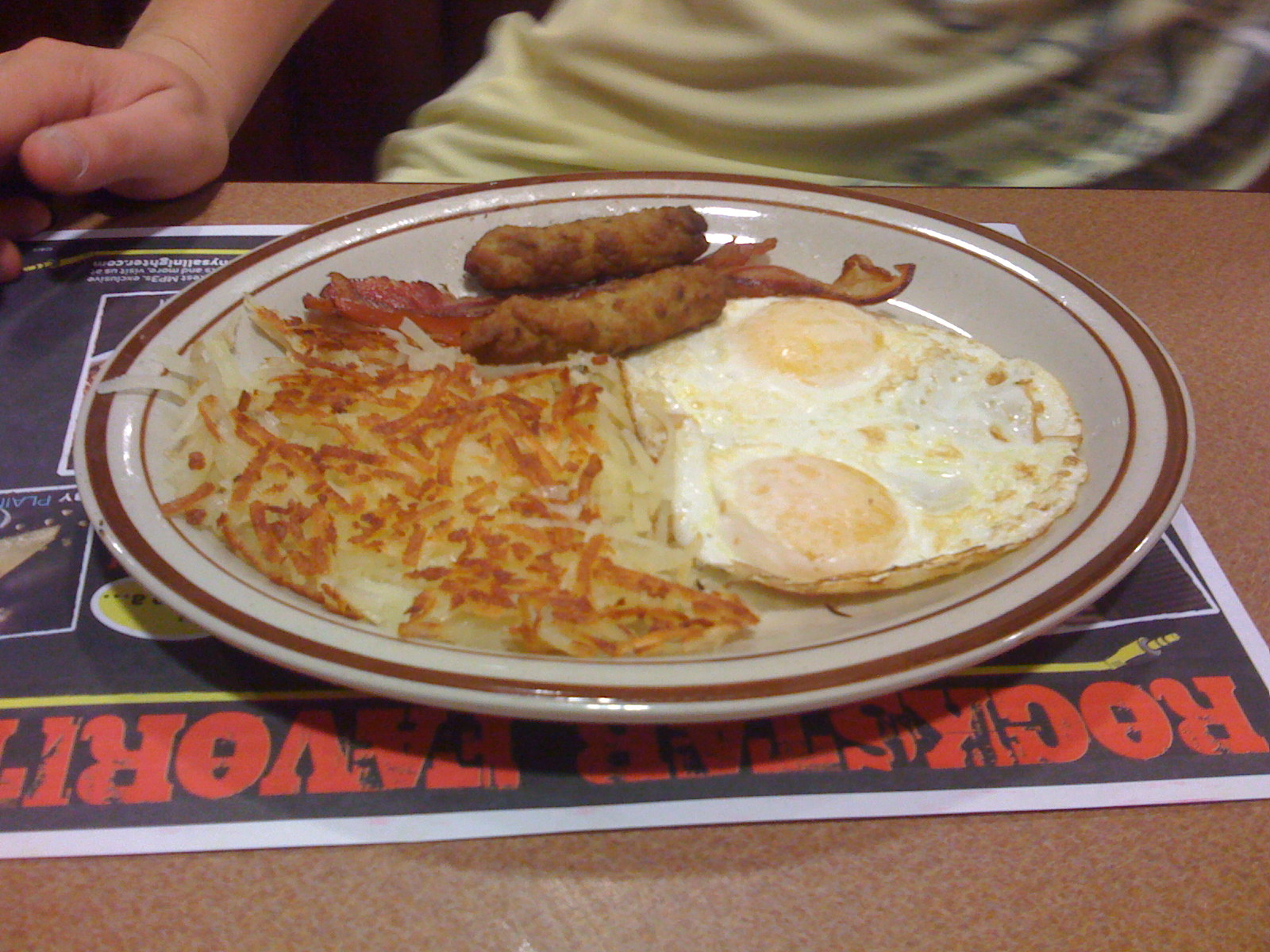
Till vänster på tallriken syns rårakor.

Råraka är en maträtt som består av råriven potatis som formas till stora kakor och steks. Rårakor serveras oftast med stekt fläsk och lingonsylt men kan eventuellt även serveras på andra sätt, med till exempel kaviar, gubbröra eller någon annan röra.
Om man använder potatismos istället för råriven potatis får man potatisbullar.
En snarlik rätt är raggmunk. Då blandas den rårivna potatisen med pannkakssmet före stekning.